# Foxdale (Australië)
Foxdale is een plaats in de Australische deelstaat Queensland.